# 1248
Évszázadok: 12. század – 13. század – 14. század
Évtizedek: 1190-es évek – 1200-as évek – 1210-es évek – 1220-as évek – 1230-as évek – 1240-es évek – 1250-es évek – 1260-as évek – 1270-es évek – 1280-as évek – 1290-es évek
Évek: 1243 – 1244 – 1245 – 1246 –  1247 – 1248 – 1249 – 1250 – 1251 – 1252 – 1253

## Események

### Határozott dátumú események
- január 3. – III. Alfonz portugál király trónra lépése.
- április 30. – Leég a régi kölni székesegyház, augusztus 15-én megkezdik a mai katedrális építését.
- augusztus 25. – IX. Lajos francia király elindul Ciprus felé, keresztes hadjáratra.[1]
- november 1. – II. Vilmos holland grófot német ellenkirállyá választják. (Királyként elismerve 1254-ben, 1256-ig uralkodik.)

### Határozatlan dátumú események
- A kasztíliai sereg visszafoglalja Sevilla városát a móroktól.
- IV. Béla magyar király szövetséget köt II. Ottó bajor herceggel a Babenberg-örökség felosztására, majd betör Stájerországba.[2]
- Szentgróti Fülöp kerül a zágrábi püspöki székbe.
- Nyitra városi kiváltságokat kap.[3]

## Halálozások
- január 4. – II. Sancho portugál király (toledói száműzetésben) (* 1207)